# ペタル・シェグルト
ペタル・シェグルト（Petar Šegrt、1966年5月8日 - ）は、クロアチア (旧ユーゴスラビア)・ジュルジェヴァツ出身の元サッカー選手、現サッカー指導者。現役時代のポジションはDF。2022年よりタジキスタン代表監督を務めている。

## 経歴
ユーゴスラビアのジュルジェヴァツに生まれるが、1970年代に家族揃ってドイツへと移住した過去を持つ。現役時代はドイツのアマチュアクラブでキャリアを終え、現役引退後すぐに指導者への道を歩み始める。2006年に指導者仲間のクラウス・トップメラーらとともにジョージア代表のコーチに就任し、シェグルトはU-21ジョージア代表の監督も兼任した。2008年に南オセチア紛争が勃発するとジョージアの首都トビリシで民衆へ向けて自身の経験を踏まえた祖国防衛の重要さを説き、同国のトップニュースを飾るなど大きな反響を呼んだ。
その後はインドネシアのクラブやモルディブ代表、アフガニスタン代表といったサッカー後進国での指導者経験を積んで2022年1月27日、タジキスタン代表の監督に就任した。AFCアジアカップ2023ではタジキスタン史上初のベスト8に進出するも、待遇面で折り合いがつかず退任した。